# باشگاه فوتبال آلباسته بالومپیه
باشگاه فوتبال آلباسته بالومپیه (اسپانیایی: Albacete Balompié‎) یک باشگاه فوتبال در شهر آلباسته، اسپانیا است.
این باشگاه که در سال ۱۹۴۰ تاسیس شده سابقه یک قهرمانی در لیگ سگوندا دیویسیون را دارد.